# Quarters!
Quarters! je šesti studijski album australskog rock-sastava King Gizzard & the Lizard Wizard. Diskografske kuće Flightless i Heavenly Records objavile su ga 1. svibnja 2015. Dosegao je 99. mjesto na australskoj ljestvici albuma.
Na dodjeli nagrada ARIA Music Awards bio je nominiran za nagradu u kategoriji „Najbolji džez-album”, ali je tu nagradu naposljetku osvojio album Mooroolbark Barneyja McAlla.

## O albumu
Album sadrži četiri pjesme, a svaka od njih traje deset minuta i deset sekundi; budući da tako svaka pjesma čini četvrtinu albuma, album je po tome dobio i ime. Pjesme su nadahnute jazz rockom i psihodeličnim rockom, a jedan je recenzent izjavio da se taj ležerniji stil „potpuno razlikuje od svih prethodno objavljenih uradaka” i da je riječ o albumu „uz koji ćete prije kimati glavom i tresti bokove nego što ćete izgubiti obuću u nasilnom moshu”. „The River” je jazz rock-pjesma koja zvukom podsjeća na pjesme sastava Traffic, a sadrži i konga-bubnjeve koji se pojavljuju i u pjesmama skupine Santana.
Tim Sendra u jednoj je recenziji za AllMusic album nazvao „epskim djelom džez-proga”. Mike Katzif iz NPR-a odredio je stil pjesama kao „prog rock nadahnut džezom”.
U intervjuu iz 2015. Stu Mackenzie objasnio je kako su nastale pjesme:

## Popis pjesama
Tekstovi i glazba: Stu Mackenzie. 
| 1.    | »The River«                | 10:10 |
| 2.    | »Infinite Rise«            | 10:10 |
| 3.    | »God Is in the Rhythm«     | 10:10 |
| 4.    | »Lonely Steel Sheet Flyer« | 10:10 |
| 40:40 |                            |       |

## Recenzije
| Zbirne ocjene    | Zbirne ocjene |
| Izvor            | Ocjena        |
| ---------------- | ------------- |
| Metacritic       | 68/100        |
| Recenzije        |               |
| Izvor            | Ocjena        |
| AllMusic         | [ 4 ]         |
| Classic Rock     | [ 9 ]         |
| Drowned in Sound | 7/10          |
| The Guardian     | [ 11 ]        |

Quarters! je uglavnom dobio pozitivne kritike. Everett True dao mu je četiri zvjezdice od njih pet u recenziji za Guardian i izjavio je: „[Na albumu se] nižu smiješno slatke melodije. Nižu se gitarske dionice koje sežu do nepalskih visina. Glazba je žalosna, čeznutljiva i (naravno) podsjeća na tripove.” Tim Sendra dao mu je jednaku ocjenu u recenziji za AllMusic i zaključio je: „King Gizzard & the Lizard Wizard nikad nije bio poznat po sažetim i jednostavnim pjesmama, ali na Quartersu pokazuje da mu odgovara (dodatno) rastezanje zvuka i produljivanje pjesama do krajnjih granica.” Haydon Spenceley dao mu je sedam bodova od njih deset u recenziji za Drowned in Sound i komentirao je: „Quarters je album King Gizzarda koji se može analizirati do smrti, ali bolje funkcionira kao djelo koje se sluša od početka do kraja.” U ponešto suzdržanijoj recenziji za Classic Rock Paul Moody dao mu je tri zvjezdice od njih pet i zaključio je: „Premda ima dosta dijelova na kojima sastav sviruckanjem ugađa samomu sebi ('God Is in the Rhythm', posljednji dio pjesme 'Infinite Rise'), za to se iskupljuje avanturističkim duhom.”

## Zasluge
| King Gizzard & the Lizard Wizard - Michael Cavanagh – bubnjevi, konga-bubnjevi - Cook Craig – gitara - Ambrose Kenny-Smith – usna harmonika, vokali - Stu Mackenzie – vokali, gitara, miksanje, produkcija; snimanje (pjesme „Infinite Rise”); dodatno snimanje - Eric Moore – bubnjevi, udaraljke - Lucas Skinner – bas-gitara - Joey Walker – gitara, bas-gitara | Ostalo osoblje - Wayne Gordon – snimanje (1., 3. i 4. pjesme) - Joe Carra – mastering - Jason Galea – omot albuma, naslovnica, fotografija |